# Paquet ofimàtic

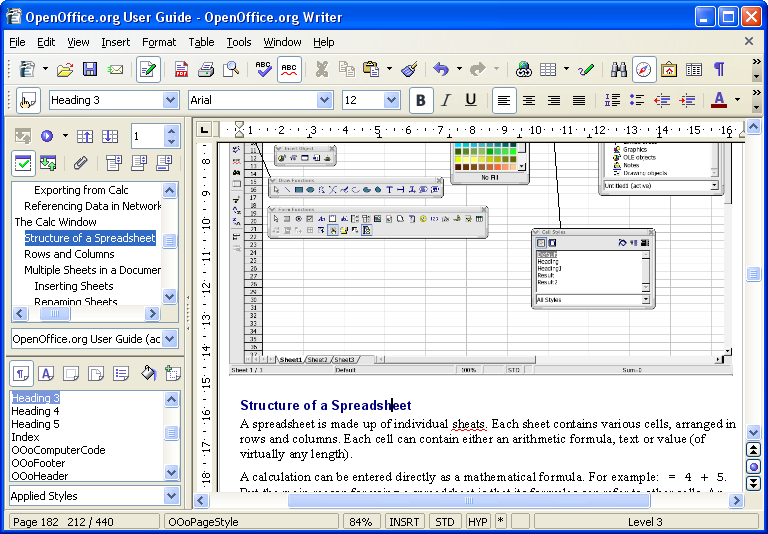
OpenOffice.org, paquet ofimàtic amb llicència lliure.

Un paquet ofimàtic és un paquet integrat de programes informàtics dissenyats pel treball d'oficina. Segons la política comercial del fabricant, es pot comprar només el conjunt o ben bé els components individuals. Els programes d'un mateix paquet ofimàtic permeten la interacció mútuament i normalment presenten una interfície similar.
Tot i que hi ha una gran varietat de programes en un paquet ofimàtic, la majoria incorporen un processador de textos i un full de càlcul. Normalment també un sistema gestor de base de dades, un programa de presentacions i editors de gràfics; i excepcionalment poden incloure una agenda, un navegador web, un editor web o un client de correu electrònic.
Actualment el paquet ofimàtic més emprat és Microsoft Office de Microsoft. El paquet iWork ve de franc amb el maquinari OSX. Altres paquets ofimàtics importants són LibreOffice o OpenOffice que són de codi obert. Molts paquets són compatibles o permeten convertir els fitxers a altres paquets.

## Informació general dels diferents paquets ofimàtics[Cal actualitzar]
|                  | Desenvolupador                 | Data de la primera versió | Predecessor        | Versió estable         | Sistema operatiu             | Suport a l'OpenDocument       | Llicència             | Codi obert |
| ---------------- | ------------------------------ | ------------------------- | ------------------ | ---------------------- | ---------------------------- | ----------------------------- | --------------------- | ---------- |
| Ability Office   | Ability Plus Software          | 1985                      | —                  | 4.15                   | Linux i Windows              | No                            | Programari propietari | No         |
| AppleWorks       | Apple                          | 1991                      | ClarisWorks        | 6.2.9                  | Mac OS 9, Mac OS X i Windows | No                            | Programari propietari | No         |
| Corel Office     | Corel                          | 1991                      | WordPerfect (1982) | X3 (or 13)             | Windows                      | ???                           | Programari propietari | ???        |
| GNOME Office     | GNOME Foundation AbiSource     | ?                         | —                  | 2.4.5/1.6.2/1.9 & 0.62 | Multiplataforma              | Sí                            | GPLGratuït            | Sí         |
| GobeProductive   | Gobe Software                  | 1998                      | —                  | 3.04 / 2.01            | Windows i BeOS               | No                            | Programari propietari | No         |
| iWork            | Apple                          | 2005                      | —                  | '06                    | Mac OS X                     | No                            | Programari propietari | No         |
| KOffice          | Projecte KDE                   | 1998                      | —                  | 1.6.1                  | BSD, Linux i Solaris         | Sí                            | LGPL i GPL Gratuït    | Sí         |
| LibreOffice      | The Document Foundation        | 2011                      | OpenOffice.org     | 3.4.5                  | Multiplataforma              | Sí                            | GNU LGPLGratuït       | Sí         |
| Lotus SmartSuite | IBM                            | 1992                      | —                  | 9.8                    | Windows i OS/2               | No                            | Programari propietari | No         |
| Microsoft Office | Microsoft                      | 30 d'agost 1993           | —                  | 2007 12.0              | Windows i Macintosh          | Sí (amb un connector gratuït) | Programari propietari | No         |
| NeoOffice        | Patrick Luby i Edward Peterlin | 2005-06-02                | NeoOffice/J        | 1.2                    | Mac OS X                     | Sí                            | GPL gratuït           | Sí         |
| OpenOffice.org   | OpenOffice.org Organization    | Octubre del 2001          | StarOffice         | 3.3                    | Multiplataforma              | Sí                            | LGPL Gratuït          | Sí         |
| SoftMaker Office | SoftMaker                      | 1989                      | —                  | 2004/2006              | Multiplataforma              | TextMaker 2006                | Programari propietari | No         |
| StarOffice       | Sun Microsystems               | 1995                      | StarWriter         | 8.0                    | Multiplataforma              | Sí                            | Programari propietari | No         |
| ThinkFree        | Haansun                        | 1994                      | —                  |                        | Multiplataforma              | Sí                            | Propietari            | No         |
| WPS Office       | Kingsoft                       | 1980s                     | —                  | 2005                   | Windows i Linux              | No                            | Programari propietari | No         |
|                  | Desenvolupador                 | Data de la primera versió | Predecessor        | Versió estable         | Sistema operatiu             | Suport a l'OpenDocument       | Llicència             | Codi obert |